# Зелёное (Верхнеднепровская городская община)
Зелёное (укр. Зелене) — село,
Водянский сельский совет,
Верхнеднепровский район,
Днепропетровская область,
Украина.
Код КОАТУУ — 1221083304. Население по переписи 2001 года составляло 39 человек.

## Географическое положение
Село Зелёное находится на расстоянии в 1 км от села Водяное и в 1,5 км от села Томаковка.
По селу протекает пересыхающий ручей с запрудой.
Рядом проходит автомобильная дорога Т-0415.